# Francofolies
Pour les articles homonymes, voir Francofolies (homonymie).
 (juin 2020).
Francofolies (Les Francos) est un festival de musique francophone créé en 1985 à La Rochelle en Charente-Maritime par Jean-Louis Foulquier, soutenu par Michel Crépeau.
Ce festival de musique a lieu tous les ans durant cinq jours au mois de juillet à La Rochelle et repose sur une programmation essentiellement francophone. Environ 150 000 festivaliers se réunissent dans la ville pour assister à différents concerts qui se déroulent à la fois sur la Grande scène Jean Louis Foulquier, dans la salle de concert de La Sirène ou encore dans les salles de La Coursive.
Depuis plusieurs années, le festival a développé différents programmes gratuits[source secondaire souhaitée] comme Le Village Francocéan, Les Francos Stories, La Maison des Francofolies, J'ai la mémoire qui chante ou encore Les Folies Littéraires.

## Histoire

### Lancement et débuts
Le festival des Francofolies de La Rochelle est organisé par la société Francofolies créée par Jean-Louis Foulquier et son épouse Catherine en 1985.
En 1987, Patrick Bruel se produit pour la première fois sur la scène du Gabut aux Francofolies. Son passage à La Rochelle sera fondateur pour lui et il écrira l'un de ses titres les plus connus « Casser la voix », après une nuit blanche dans les rues et bars de la ville.
Après 20 ans à la tête du festival, Jean-Louis Foulquier cède la société en décembre 2004 à la société parisienne Morgane Production par la vente des 95 % des parts. Alors que tout laissait présager une reprise de la direction par Didier Varrod (jusqu'alors programmateur artistique des Francofolies et collaborateur de Jean-Louis Foulquier sur France Inter dans les copains d'abord), le festival sera dirigé en 2005 par Gérard Pont et Didier Varrod sera nommé directeur artistique. Les raisons de ce changement n'ont pas été très claires et selon Didier Varrod, son éviction lui a été annoncée par mail (« Nous devons faire le deuil de notre complicité. Les Francofolies, pour toi aussi, c'est fini ») au moment de la revente par Jean-Louis Foulquier de la société Francofolies.
Le festival est aujourd'hui dirigé par Gérard Pont, Gérard Lacroix et Frédéric Charpail. Gérard Pont est chargé de la direction artistique et de la programmation, Gérard Lacroix du partenariat et Frédéric Charpail de l'organisation générale.
En 2019, la société emploie 22 personnes pour un chiffre d'affaires 5 981 058 € et un résultat net de 209 286 €.

## Fréquentation
| 1994   | 1995   | 1997   | 1998   | 1999   | 2009   | 2010   | 2014    | 2016    |
| ------ | ------ | ------ | ------ | ------ | ------ | ------ | ------- | ------- |
| 62 000 | 56 600 | 54 900 | 44 000 | 60 000 | 80 000 | 77 000 | 130 000 | 145 000 |

| 2018    | 2019    | 2020   | 2021  | 2022    | 2023    | - | - | - |
| ------- | ------- | ------ | ----- | ------- | ------- | - | - | - |
| 150 000 | 150 000 | Annulé | 5 000 | 150 000 | 150 000 | - | - | - |

## Les Francofolies dans le monde
À travers le monde, aux côtés de la Rochelle, sept festivals constituent la Confédération des Francofolies : Francofolies de Montréal (1989), Francofolies de Bulgarie (depuis 1991, initialement à Blagoevgrad et depuis 2020 à Sofia), Francofolies de Spa (1994), Francofolies de La Réunion (2017), Francofolies de Nouvelle-Calédonie (2017) et Francofolies de Esch-sur-Alzette (2021)

## Fonctionnement

### Budget et financement
En 1999, la faible fréquentation des deux années précédentes entraîne un déficit de 500 000 francs,.
Les Francofolies disposent en 2018 d'un budget de 5,8 millions d'euros. 40 % provient de la billetterie, 23,5 % vient de subventions publiques, et 28 % de partenariats privés.
Les Francofolies est l'un des grands festival musicaux bénéficiant le plus d'aides publiques. Les organisateurs estiment que le festival est à l'origine de 11 millions de retombées économiques à La Rochelle.

### Espaces scéniques
Le festival s'étend sur plusieurs lieux de La Rochelle, qui propose une programmation musicale mais aussi des rencontres avec des auteurs, écrivains et personnalités publiques.

#### La scène Jean-Louis Foulquier
Cette scène, qui portait le nom Saint Jean-d'Acre jusqu'en 2015, est la plus grande scène des Francofolies où se produisent les grands noms le temps d'une soirée. Elle est située sur le parking Saint-Jean d'Acre à La Rochelle, entre la Tour de la Lanterne et la tour de la Chaine.

#### La Coursive et ses 3 scènes
- Le Grand Théâtre de la Coursive, Scène Nationale, offre aux spectateurs une grande proximité avec les artistes. Il accueille notamment les créations originales et les spectacles nécessitant un écrin particulier pour leur diffusion.
- Le Théâtre Verdière de la Coursive, Scène Nationale, permet aux nouveaux talents, passés pour la plupart par le chantier des Francofolies de s'y dévoiler pour la première fois aux côtés d'artistes confirmés. C'est la scène des Premières Francos.
- La Salle Bleue de La Coursive, Scène Nationale, accueille la programmation jeune public des « Francos Junior » et « Les Collections Particulières » dédiées aux coups de cœur, aux spectacles atypiques.
Ces 3 scènes sont accessibles aux personnes en situation de handicap et aux personnes à mobilité réduite.

#### La Sirène
La scène de la Sirène, labellisée SMAC, est la scène des « Nuits collectives ». Elle propose une programmation hors normes et thématisée. Notre volonté : s’adresser à tous les publics et représenter la production française dans toute sa richesse et sa diversité ! Pour cela, deux soirées sont proposées : une autour de la scène métal et l’autre autour de la scène électro. 
Cette scène est elle aussi accessible aux PSH et aux PMR.

#### La scène Rochelle Océan
D'abord installée dans le quartier du Gabut jusqu'en 2019, la scène Rochelle Océan se situe dans le parc Jacques Bobinec au sein du village Francocéan créé exprès durant les Francofolies. Elle est en accès libre et propose diverses activités et concerts gratuits.

## Chanson
En 1986, la chanson Francofolies a été créée par Francis Lalanne et chantée par plusieurs artistes dont Rachid Bahri, Canada, Les Étoiles, Jean-Louis Foulquier, Karim Kacel, Francis et Jean-Félix Lalanne, Sarah Mandiano.
Le disque maxi 45 tours a été enregistré au profit de l'association Francofolies et Francis Lalanne a abandonné les droits d'auteur à Amnesty International.

## Affaires judiciaires
Le 30 octobre 2007, la Chambre criminelle de la Cour de cassation française a rendu un arrêt contre la Société d'exploitation industrielle des tabacs et des allumettes (SEITA), accusée d'avoir signé un contrat de partenariat avec les organisateurs du festival Francofolies (éditions 2000 à 2002) pour que les éléments graphiques de l'évènement évoquent la marque de cigarettes Gauloises Blondes.